# Clifton (Kansas)
Clifton is een plaats (city) in de Amerikaanse staat Kansas, en valt bestuurlijk gezien onder Clay County en Washington County.

## Demografie
Bij de volkstelling in 2000 werd het aantal inwoners vastgesteld op 557. In 2006 is het aantal inwoners door het United States Census Bureau geschat op 502, een daling van 55 (-9,9%).

## Geografie
Volgens het United States Census Bureau beslaat de plaats een oppervlakte van 1,0 km², geheel bestaande uit land. Clifton ligt op ongeveer 59 m boven zeeniveau.

## Plaatsen in de nabije omgeving
De onderstaande figuur toont nabijgelegen plaatsen in een straal van 20 km rond Clifton.